# Shonn Miller
Shonn Devante Miller (Nueva Orleans, Luisiana, 26 de agosto de 1993) es un baloncestista estadounidense que pertenece a la plantilla de Fuerza Regia de Monterrey de la LNBP. Con 2,01 metros de estatura, juega en la posición de alero. 

## Trayectoria deportiva

### Universidad
Jugó tres temporadas con los Big Red de la Universidad Cornell, en las que promedió 12,5 puntos, 7,2 rebotes y 1,8 tapones por partido. En su primera temporada fue elegido Rookie del Año de la Ivy League, mientras que en 2013 y 2015 fue incluido en el mejor quinteto de la conferencia.
Su temporada júnior la pasó en blanco a causa de una lesión en el hombro, y debido a una normativa de la Ivy League que prohíbe a los deportistas graduados competir en la misma, se vio obligado a ser transferido a los Huskies de la Universidad de Connecticut para completar su ciclo universitario de cuatro años. Allí jugó su última temporada promediando 12,3 puntos y 5,2 rebotes por partido.

### Profesional
Tras no ser elegido en el Draft de la NBA de 2016, jugó las Ligas de Verano de la NBA con los Utah Jazz, promediando 2,7 puntos y 2,2 rebotes en los cuatro partidos que disputó. Fue entonces elegido por los Greensboro Swarm en el puesto 13 del Draft de la NBA Development League, donde jugó una temporada en la que promedió 5,0 puntos y 3,5 rebotes por partido.
En marzo de 2018 firmó con los Salt Lake City Stars, donde acabó su primera temporada con unos promedios de 4,6 puntos y 5,4 rebotes por encuentro.
En la temporada 2019-20, juega en las filas del União Desportiva Oliveirense de la LPB.
El 13 de septiembre de 2020, firmaría por los Soles de Mexicali de la Liga Nacional de Baloncesto Profesional de México.
El 20 de noviembre de 2020, regresa a Europa para jugar en las filas del Pallacanestro Trapani de la Serie A2 (baloncesto italiano).
En verano de 2021, firma por el Kolossos Rodou BC de la A1 Ethniki, para disputar la temporada 2021-22.
El 29 de julio de 2022 firmó contrato con el Niners Chemnitz de la Basketball Bundesliga.
En julio de 2023 es presentado con Fuerza Regia de Monterrey de la LNBP en México.